# 2S25 Sprut-SD
Der 2S25 Sprut-SD (russisch 2С25 «Спрут-СД», deutsch Krake) ist ein russischer Luftlandepanzer der russischen Luftlandetruppen, der mit dem Fallschirm abgesetzt wird. Entwickelt wurde er im Konstruktionsbüro der „Wolgograder Traktorenfabrik“ in Jekaterinburg in der „Fabrik № 9“. Unter der Ägide der wissenschaftlichen Leitung des „Zentralinstituts für Feinmechanik“ (ЦНИИточмаш) in der Stadt Klimowsk. Beim Chassis war A. W. Schabalin als Chefkonstrukteur tätig und bei der 125-mm-Kanone war es W. I. Nasedkin. Der Jagdpanzer ist konzipiert worden, um Panzer, gepanzerte Technik und Soldaten auf dem Schlachtfeld zu bekämpfen. Er ist des Weiteren geeignet, um auch in der Marineinfanterie und bei Sonderoperationen der Armee eingesetzt zu werden. Er ist schwimmfähig und kann seine Kanone auch auf dem Wasser abfeuern. Er basiert auf dem Fahrgestell des BMD-3-Luftlandepanzers.

## Geschichte

### Vorgeschichte zum Konzept
Bis zum Ende der 1960er-Jahre waren im Einsatz der Sowjetarmee leichte PT-76-Panzer. Mit diesen Panzern wurden in erster Linie Spähtruppen des Heeres und Eliteeinheiten der Marineinfanterie bewaffnet. Mit dem Einsatz des BMP-1 ab 1966 wurde die weitere Verwendung des PT-76-Panzers infrage gestellt, jedoch durfte man nach Meinung des Marschalls A. A. Gretschko von einer solchen Waffengattung nicht Abstand nehmen. Die These bewahrheitete sich in der Einsatzerfahrung der PT-76-Panzer während der arabisch-israelischen Kriege und zeigte die Effektivität eines leichten und schwimmfähigen Panzers auf. Im Achtjahresplan der Arbeiten für Forschung und Entwicklung wurde eine Konstruktion eines neuen schwimmfähigen Panzers in Angriff genommen, dessen Eigenschaften die des PT-76B-Panzer und seine ausländischen Analogien übertreffen sollten. Anfang der 1980er-Jahre wurden einige Varianten eines neuen Panzers entwickelt, unter denen sich unter der Bezeichnung „Objekt 934“ ein leichter Panzer befand. Am 21. Februar 1980 wurde auf einer Sitzung des militärisch-technischen Rates des Verteidigungsministeriums der Sowjetunion beschlossen, das Projekt eines leichten Panzers zu verwerfen, weil in dieser Zeit die Arbeiten am neuen Schützenpanzer mit der Bezeichnung „Objekt 688“ anliefen. Ab Mitte der 1980er-Jahre kamen in den NATO-Staaten M60A3-, M1-Abrams-, Leopard-2- und Challenger-1-Kampfpanzer auf. Im Einsatz der Luftlandetruppen der Sowjetunion befanden sich BMD-1-Panzer und dessen BTR-RD-Variante, die nicht in der Lage waren, einen effektiven Kampf gegen die neuen ausländischen Kampfpanzer zu führen. Zu dieser Zeit bekam die Sowjetarmee die Il-76-Transportflugzeuge, was die Fähigkeit, militärische Güter zu transportieren, wesentlich erhöhte. Das maximale Transportgewicht erhöhte sich auf 40 Tonnen. Die Modernisierungsmöglichkeiten des BMD-1-Panzers und seiner Varianten waren ausgeschöpft. Die Luftlandetruppen hatten somit die Möglichkeit bekommen, schwerere gepanzerte Fahrzeuge zu entwickeln, mit der gleichzeitigen Erhöhung von Panzerung und Feuerkraft. Im „3. Zentralen wissenschaftlichen Institut“ wurde das Konzept eines gepanzerten Fahrzeugs für die Luftlandetruppen entwickelt. Das Grundkonzept beinhaltete ein Chassisgewicht von 3,5 und 6 Tonnen und es wurde angedacht, eine Panzerabwehrkanone auf Selbstfahrlafette für die Luftlandetruppen zu entwickeln, um gegen NATO-Panzer kämpfen zu können.

### Vorstudien
Frühestens im Jahr 1982 begann das „Zentrale Institut für Feinmechanik“ (russisch ЦНИИточмаш, ZNIItotschmasch) mit wissenschaftlichen Arbeiten zur Entwicklung einer Panzerabwehrkanone des Kalibers 125 mm auf einer Selbstfahrlafette. Während der Entwicklungsarbeiten wurde ein Prototyp auf Basis des BMP-2 hergestellt, der die Möglichkeit der Herstellung einer leichten Panzerabwehrkanone bewies. Die Forschungsergebnisse dienten als Grundlage für den Bericht der Kommission des Präsidiums des Ministerrates der Sowjetunion vom 29. Juli 1983, in dem Vorarbeiten zur Durchführung und Entwicklung einer Panzerabwehrkanone auf Selbstfahrlafette, auf Basis eines zukünftigen Luftlandepanzers, angeordnet wurden.:26
Auf der Suche nach einem Basischassis kam man zur Erkenntnis, dass für die angeordneten Zwecke das Chassis des leichten Panzers unter der Bezeichnung „Objekt 934“ passend sei. 1983 wurde einer der drei Prototypen dem „Zentralen Institut für Feinmechanik“ übergeben, auf dessen Basis die Panzerabwehrkanone nach dem klassischen Turmschema entwickelt wurde. Bei Probeschüssen stellte sich eine mit Kampfpanzern vergleichbare Feuergenauigkeit heraus, während die Belastung auf die Besatzung und die Technik im Rahmen blieben. Die dabei gewonnenen Arbeiten gingen in die Entwicklung der Konstruktionsarbeit unter der Bezeichnung „Sprut-SD“ ein – der GRAU-Index firmierte unter der Bezeichnung 2S25.

### Feldtests und Aufnahme in die Armee
Im Jahr 1984 wurden die taktischen und technischen Aufgaben für die Entwicklung des Luftlandepanzers „Sprut-SD“ bestätigt und am 20. Oktober 1985 seitens der militärisch-industriellen Kommission des Ministerrates der Sowjetunion beschlossen, mit der Entwicklung einer neuen 125-mm-Kanone offiziell zu beginnen. Im Jahr 1986 begann die Entwicklung der Transportmechanismen für den Abwurf aus dem Flugzeug unter der Bezeichnung P260; als Basis diente das System P235, das für den Abwurf des BMP-3 entwickelt wurde. In den Jahren 1990 und 1991 wurden Feldtests unter Aufsicht des Verteidigungsministeriums durchgeführt, allerdings wurden Nachteile des P260-Systems offenbart, darunter gehörten die Schwierigkeit der Benutzung, hoher Herstellungspreis und Komplikationen des reaktiven Bremssystems. Darauf wurde am 30. Mai 1994 auf Beschluss der russischen Luftstreitkräfte und russischen Luftlandetruppen die Verwendung des P260-Systems untersagt und ein neues Abwurfsystem „P260M“ in Auftrag gegeben. Im Jahr 2001 wurden zusätzliche Feldtests des Luftlandepanzers 2S25 durchgeführt und am 9. Januar 2006 wurde auf Befehl des Verteidigungsministers der Russischen Föderation der Panzer in den Einsatz der russischen Streitkräfte aufgenommen.:28

## Beschreibung

### Chassis und Turm
Das Chassis des 2S25-Luftlandepanzers behielt die Geometrie und das Layout des leichten Panzers unter der Bezeichnung „Objekt 934“ bei und bestand aus verschweißter Aluminiumpanzerung. In der vorderen Abteilung ist der Fahrer mittig untergebracht, während rechts von ihm der Kommandant und links der Richtschütze sitzen. In der mittleren Abteilung befindet sich die Munition, während auf dem Chassis der Drehturm sitzt. Im Drehturm haben der Richtschütze und der Kommandant während des Gefechts ihren Platz, des Weiteren befinden sich dort der automatisierte Lader der Kanone und des Maschinengewehrs. In der hinteren Abteilung des Chassis befinden sich die Antriebsaggregate. Die vordere und seitliche Turmpanzerung und das Chassis sind zusätzlich mit Stahlplatten verstärkt und schützen die Besatzung vor Projektilen des Kalibers 12,7 mm im Treffsektor ±40°. Die ganze restliche Fläche des Panzers bietet einen Schutz vor Kaliber 7,62 mm und Splittern von Artilleriegeschossen.

### Bewaffnung
Die Hauptbewaffnung des 2S25 Luftlandepanzers ist die 125-mm-Glattrohr-Kanone 2А75, die eine modernisierte Version der Panzerkanone 2A46 und deren Varianten darstellt. Anfangs wollte man eine Mündungsbremse für die Verringerung des Rückstoßes installieren. Die Rückstoßproblematik konnte unter anderem durch die Verwendung einer hydropneumatischen Federung beseitigt werden, die den Impuls des Rückstoßes deutlich minimierte. Das Gewicht der Kanone beträgt 2350 kg; sie ist in zwei Ebenen stabilisiert und verfügt über einen Ladeautomaten, womit eine Kadenz von sieben Schuss pro Minute möglich ist. Der Ladeautomat besteht aus einem Fördermechanismus für 22 Geschosse und die Entfernung der gebrauchten Geschosshülsen. Geschossen werden kann mit der Kanone bei einer Bodenneigung von vorne (zwischen Winkeln von −5 bis +15°) und nach hinten (zwischen Winkeln von −3 bis +17°). Der Sprut-SD-Panzer ist in der Lage, auch während der Fahrt zu feuern und kann 40 Kanonengeschosse im Turm aufnehmen. Zusätzlich wurde ein PK-Maschinengewehr Kaliber 7,62 mm mit einer Ladung von 2000 Patronen in einer Bandkassette eingebaut.:27
Der Sprut-SD-Luftlandepanzer kann die Munition der Kampfwagenkanone D-81 verwenden. Standardmäßig enthält der 2S25-Panzer 20 Geschosse mit kombinierten Gefechtskopf aus Splitter- und Sprengstoffelementen, 14 panzerbrechende Geschosse und sechs präzisionsgelenkte Geschosse 9M119 Swir. Panzerbrechende Geschosse mit der Bezeichnung „3ВБМ17“ können beispielsweise eine Stahlplatte bis zu einer Dicke von 230 mm durchschlagen, bei einem Einschlagswinkel von 60° auf eine Entfernung von 2000 m. High-Explosive-Anti-Tank-Geschosse „3ВБК25“ durchschlagen bspw. 300 mm dicken Stahl und präzisionsgelenkte Geschosse können 375 mm dicken Stahl durchschlagen.

### Zielerfassung und Kommunikation
Für die Zielerfassung der Kanone und des Maschinengewehrs ist der Richtschütze mit einem monokularen Periskop „1A40M-1“ ausgestattet. Im Visier wurde ein Entfernungsmesser installiert und einer Recheneinheit für die ballistische Eigenschaften während der Anvisierung, wie zum Beispiel die Messung der seitlichen Ausgleichsneigung bei der Verfolgung sich bewegender Ziele oder die Anstrahlung mit der Lasereinheit für die präzisionsgelenkten Geschosse. Unter Verwendung der „1A40M-1“-Zieleinheit beträgt bspw. die Reichweite bei kombinierten Geschossen mit Splitter- und Sprengstoffelementen 5 km, bei panzerbrechenden und präzisionsgestützten Geschossen 4 km und 1,8 km mit dem Maschinengewehr. Für den Einsatz in der Dunkelheit verfügt der Sprut-SD über ein Nachtsichtgerät „ТО1-КО1Р“ und dem Nachtsichtvisier „ТПН-4Р“. Die Erkennung eines Kampfpanzers beträgt bis zu 1,5 km.
Die Kommunikation wird durch das Funkgerät „P-173“ gewährleistet. Der Radioempfänger arbeitet auf einer Ultrakurzwellenfrequenz und trägt zu einer stabilen Funkverbindung mit gleichartigen Empfängern bis zu einer Reichweite von 20 km und in Abhängigkeit von der Höhe der Antenne beider Radiosender bei. Die Kommunikation innerhalb des Panzers wird durch die „P-174“-Einheit bewerkstelligt.

### Spezielles Zubehör
Für die Schwimmfähigkeit braucht der Luftlandepanzer 2S25 „Sprut-SD“ keine externe Ausrüstung. Er verfügt bereits über Wasserstrahler, deren Öffnungen sich im unteren Chassisbereich befinden. Für den Einsatz in verseuchten Gebieten durch radioaktiven Niederschlag, chemische Waffen oder biologische Waffen verfügt der 2S25-Panzer über Schutzsysteme gegen Massenvernichtungswaffen. Für die Selbstmaskierung kann er aus sechs 81-mm-Vorrichtungen Rauchgranaten verschießen.

## Nutzerstaaten
Aktueller Nutzer:

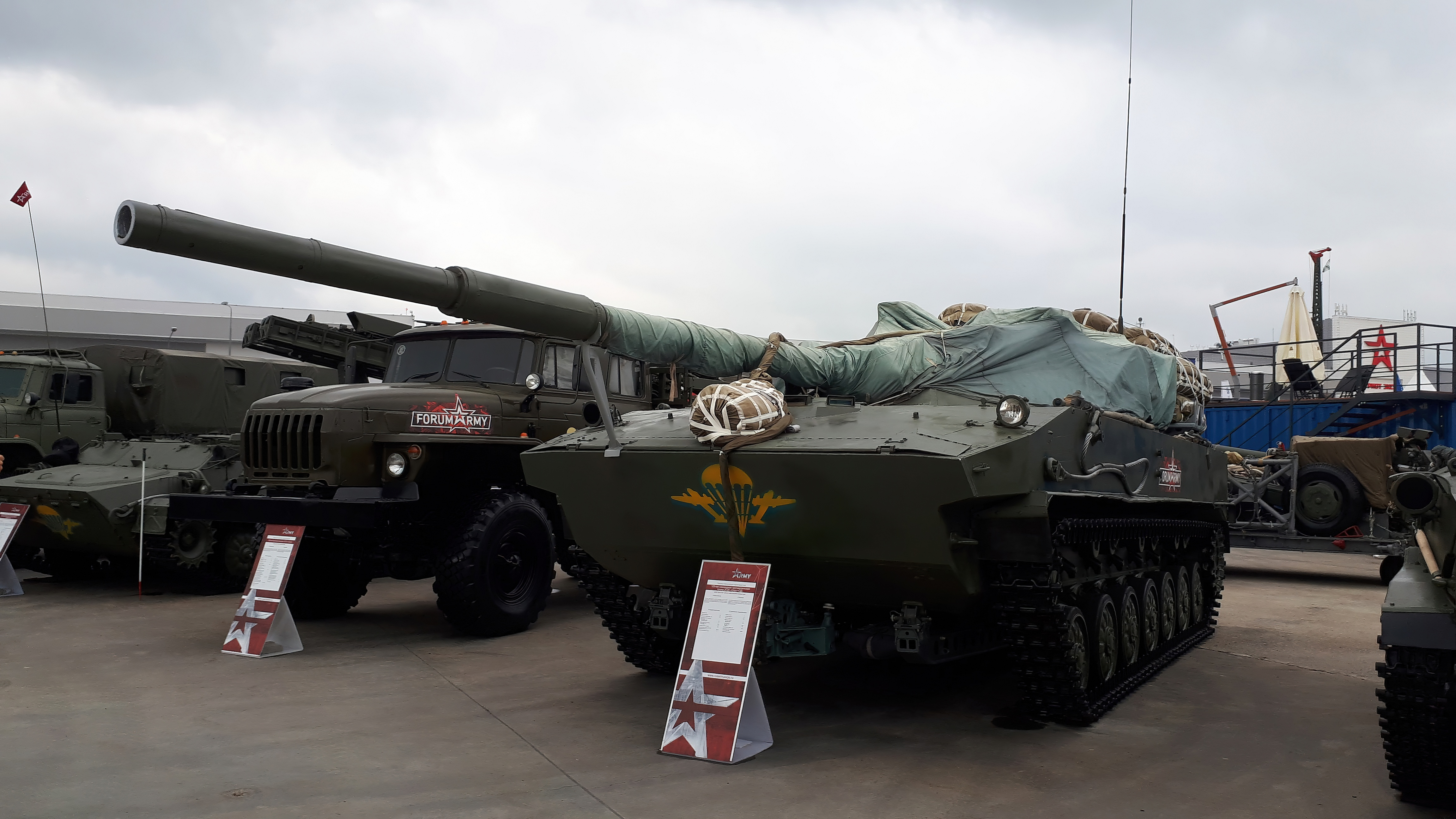
„Sprut-SD“ mit Fallschirmen in der Ausstellung Armee-2021

- Russland – Seit Januar 2018 befinden sich mindestens 36 2S25 „Sprut-SD“ im Dienst der Luftlandetruppen.[14]